# Conrad Pineus
Conrad Martin Pineus, född 3 augusti 1872 i Göteborg, död där 8 december 1945, var en svensk dispaschör, affärsman, mecenat och konstsamlare. Han var en av initiativtagarna till Göteborgs stadsteater.

## Biografi
Conrad Pineus avlade studentexamen vid Göteborgs högre latinläroverk 1891 och gick vidare till akademiska studier i Uppsala samma år. Han avlade juridisk-filosofisk examen 1892, blev juris utriusque kandidat 1897 och samma år auskultant i Svea hovrätt. Han var dispaschör i Göteborg från 1904.
I Uppsala blev han genast medlem i föreningen Verdandi och umgicks där i kretsen kring Henrik Almstrand, Otto von Friesen, Simon Brandell och Evald Lidén. Han studerade juridik och skulle ha haft en karriär som ämbetsman att se fram emot. Efter utlandsresor återkom han till Göteborg 1900. Istället för en juridisk karriär satsade han på en bana inom näringslivet. Han blev känd som börsspekulant, dispaschör, mecenat, teatermänniska och konstsamlare. Pineus var sekreterare i Skeppsmätningskommittén 1909–1911 och i nya Skeppsmätningskommittén 1913. Han var ledamot i styrelsen för Brand- och Livförsäkrings AB Svea, i Försäkrings AB Nornan samt styrelseordförande i AB Göta Källare och för Grand Hotel Haglund, båda i Göteborg. Conrad Pineus har yttrat:
| ”                         | Pengar blevo i mina ögon ej en belöning för arbete utan endast för en lyckad spekulation. Till min heder måste jag säga, att jag aldrig fick någon respekt för pengar eller för min framgång. | „ |
| – von Rosen 1946, s. 125f | |   |

Hans samling av nordisk samtidskonst var betydande; han hade i sin samling även verk bland annat av Monet, Renoir, Pissarro och Picasso. Flera av dem har hamnat på museer runtom i världen, såsom Prag, London, New York och Göteborgs konstmuseum.
Han umgicks med flera konstnärer, exempelvis Anders Zorn och Isaac Grünewald:
| ”                        | Med Isaac Grünewald har jag varit god vän i många år, och vi ha haft mycket roligt tillsammans. Det har man alltid i Isaacs sällskap. Det blir mer eller mindre fest när han är med. Med sin förkrossande produktion och sina häpnadsväckande kunskaper om konst är Isaac en helt unik företeelse inom svensk konst. | „ |
| – von Rosen 1946, s. 151 | |   |

Pineus själv var berömd för sin dräpande kvickhet; några exempel återfinns i Karl Gerhards artikel "Den ormtungade dispaschören". Han var även intresserad av historia och politik och stödde Torgny Segerstedts antinazism.

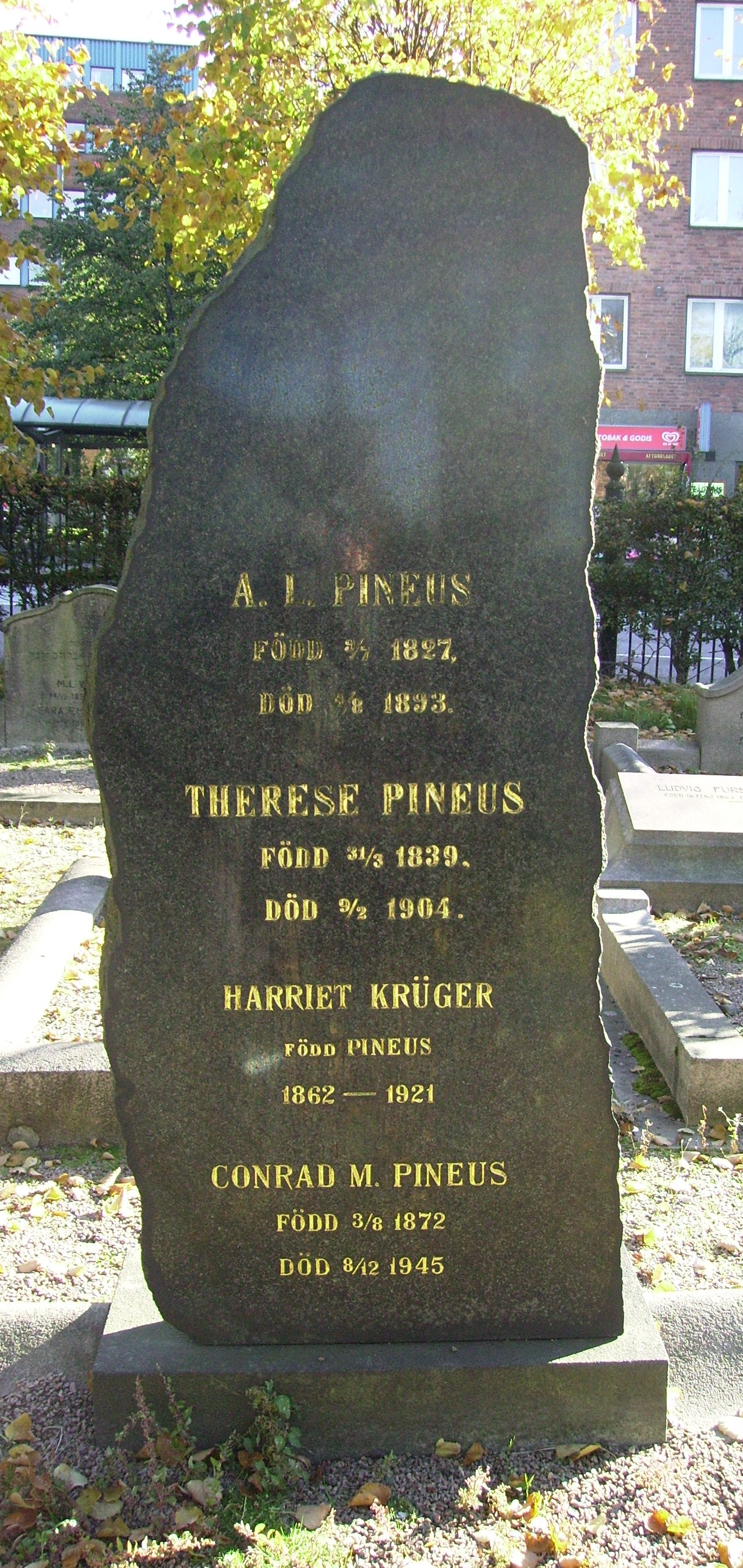
Conrad Pineus grav på Gamla begravningsplatsen vid Svingeln.

## Familj
Conrad Pineus farfar Isaac (född 1781) flyttade till Sverige från England 1808. Här började han kalla sig Pincus, det gamla israelitiska namnet Pinchas, men ändrade det sedermera till Pineus. Farfadern var föreståndare i Mosaiska församlingen i Göteborg. Farmodern var född Holländer och stammade från de nederländska judarna.
Conrad Pineus far, grosshandlaren Arvid Ludvig Pineus (1827–1893) etablerade 1855 i kompanjonskap med Theodor Mannheimer, som ombud för sin svåger F. Philip i Köpenhamn, en spannmålsaffär. När Mannheimer blev chef för Skandinaviska kreditaktiebolaget (senare Skandinaviska banken) fortsatte Arvid Ludvig Pineus verksamheten mellan 1862 och 1871. Från 1873 och fram till sin död 1893 var han kassadirektör och verkställande direktör för Rederiaktiebolaget Örnen.
Arvid Ludvig Pineus var ende sonen och hade sju systrar, varav två blev gifta med varsin Bratt. Han gifte sig 1857 med Therese Amalia Levisson (1839–1904), dotter till grosshandlaren Martin Levisson. Deras barn var Harriet, Elisabeth, Adolf och Conrad. Familjen Pineus bodde på översta våningen i mittendelen av Palacehuset vid Södra Hamngatan 2A som 2014 rymmer Hotel Pigalle. År 1899 bodde "enkefru Therese Pineus" vid Kungsportsavenyn 23.
Arvid Ludvig, Therese, Harriet och Conrad är begravda i en familjegrav på Gamla begravningsplatsen vid Svingeln.
Conrad Pineus gifte sig 1899 med Dagny Arbo (1869–1950), dotter till brigadläkaren Carl Oscar Arbo och Jenny Kaurin. De hade barnen Ingeborg (1901–1986), gift von Rosen, och Kaj Ludvig som 1935 efterträdde sin far som dispaschör. Familjen hade från 1912 sitt hem i "Villa Darjeeling" på Viktoriagatan 17, som under senare år har använts som undervisningslokaler för Göteborgs Universitets musikhögskola, som skola och som sedan 2014 disponeras av förskoleavdelningen vid Göteborgs högre samskola.

### Fotnoter
1. 1 2  Conrad M Pineus, Svenskt biografiskt lexikon, Svenskt Biografiskt Lexikon-ID: 7279.[källa från Wikidata]
2. ↑  Libris, Kungliga biblioteket, 3 april 2018, Libris-URI: ljx16vt420x9bp4, läst: 24 augusti 2018.[källa från Wikidata]
3. ↑   Sveriges dödbok 1901-2009 Swedish death index 1901-2009 (Version 5.0). Solna: Sveriges släktforskarförbund. 2010. Libris 11931231. ISBN 978-91-87676-59-8
4. ↑  Göteborgs Adress- och Industrikalender år 1899, [Tjugondeandra Årgången], utgiven av Fred. Lindbergs Kalenderexpedition, Göteborg 1899, s. 513
5. ↑  "Ett rum mer eller mindre betydde inte så mycket", artikel av Margita Björklund i GT den 17 juli 2007.
6. ↑  "Förskolan" - förskoleavdelningen vid Göteborgs högre samskola.

### Webbkällor
- Conrad M Pineus i Svenskt biografiskt lexikon, band 29 (1995-1997), s. 317. Hämtad 15 maj 2014.
- Lilla skolan" - förskoleavdelningen vid Göteborgs högre samskola. Hämtad 15 maj 2014.
- "Ett rum mer eller mindre betydde inte så mycket", artikel av Margita Björklund i GT den 17 juli 2007. Hämtad 15 maj 2014.